# Ivano Dionigi
Ivano Dionigi (Pesaro, 20 febbraio 1948) è un latinista e traduttore italiano.
Professore ordinario di letteratura latina, è stato Magnifico Rettore dell'Alma Mater Studiorum - Università di Bologna dal 2009 al 2015; è membro dell'Accademia delle Scienze di Bologna e del Centro Studi Ciceroniani. Il 10 novembre 2012 viene nominato da Benedetto XVI presidente della Pontificia accademia di latinità.

## Studi e carriera accademica
Dopo aver conseguito il diploma presso il liceo classico "Terenzio Mamiani" di Pesaro, si laurea in lettere classiche presso l'Università di Bologna con una tesi su Lucrezio.
Presso la medesima Università si forma come ricercatore e come docente, fino a diventare nel 1990 ordinario di letteratura latina all'Università Ca' Foscari di Venezia; dal 1º novembre 1997 succede al celeberrimo Alfonso Traina alla cattedra di lingua e letteratura latina presso l'Università di Bologna. Ricoprirà a più riprese diverse cariche: consigliere di amministrazione, membro del senato accademico, coordinatore del collegio dei direttori.
Dal 1999 è fondatore e direttore del Centro Studi La Permanenza del Classico.
Il 27 maggio 2009 viene eletto Rettore dell'Alma Mater Studiorum, con 1282 preferenze.
Negli anni i suoi studi si sono orientati soprattutto su Lucrezio e su Seneca, sul rapporto tra cristiani e pagani, sulla fortuna dei classici nella cultura e tradizione italiana ed europea.
Tra volumi, saggi e articoli, è titolare di oltre un centinaio di pubblicazioni.
È stato eletto come indipendente nel consiglio comunale di Bologna.

## Pubblicazioni scelte
- Due interpretazioni unilaterali di Lucrezio, in Studi Urbinati, 1973.
- L. Anneo Seneca, De otio. Testo e apparato critico con Introduzione, Versione e Commento a cura di I. Dionigi, Brescia 1983.
- Lucrezio. Le parole e le cose, Bologna 1988.
- commento a T. Lucrezio Caro, La natura delle cose, Milano 1990.
- Verba et res, morfosintassi e lessico del latino (con E. Riganti e L. Morisi), Bari 1997.
- Necessità dei classici in AA.VV., Di fronte ai classici, Milano 2002.
- Il presente non basta, la lezione del latino, Milano 2016.
- Quando la vita ti viene a trovare, Lucrezio, Seneca e noi, Bari 2018.
- Osa sapere, contro la paura e l’ignoranza, Milano 2019.
- Benedetta parola. La rivincita del tempo, Bologna 2022.
- Magister. La scuola la fanno i maestri, non i ministri, Bari, 2025.